# Lúcia Alves
Lúcia Alves, de son nom complet Lúcia Catarina Sousa Alves, née le 22 octobre 1997 à Paredes au Portugal, est une footballeuse internationale portugaise jouant au poste de défenseure. Elle évolue au SL Benfica et est internationale portugaise depuis 2021.

## Biographie
Elle est de retour au CF Valadares Gaia lors de la saison 2020-21, sous forme de prêt. Elle y reste jusqu'à la trêve hivernale, jouant neuf rencontres et marquant cinq buts, c'est ainsi qu'elle retourne auprès des Aguias pour terminer la saison. Au terme de laquelle elle prolonge jusqu'en 2024.

## Statistiques

### En club
| Saison                | Club                     | Championnat                | Championnat | Championnat | Coupe(s) nationale(s) | Coupe(s) nationale(s) | Compétition(s) continentale(s) | Compétition(s) continentale(s) | Compétition(s) continentale(s) | Portugal | Portugal | Total | Total |
| Saison                | Club                     | Division                   | M.          | B.          | M.                    | B.                    | Comp.                          | M.                             | B.                             | M.       | B.       | M.    | B.    |
| 2013-2014             | FC Águias Santa Marta    | 2ª Divisão Futsal AF Porto | -           | -           | -                     | -                     | -                              | -                              | -                              | -        | -        | 0     | 0     |
| 2015-2016             | USC Paredes              | II Divisão                 | -           | -           | -                     | -                     | -                              | -                              | -                              | -        | -        | 0     | 0     |
| 2016-2017             | SC Freamunde             | II Divisão                 | 2           | 2           | -                     | -                     | -                              | -                              | -                              | -        | -        | 2     | 2     |
| 2017-2018             | CF Valadares Gaia        | Liga Allianz               | 18          | 5           | 2                     | 4                     | -                              | -                              | -                              | -        | -        | 20    | 9     |
| 2018-2019             | CF Valadares Gaia        | Liga BPI                   | 21          | 10          | 5                     | 4                     | -                              | -                              | -                              | -        | -        | 26    | 14    |
| 2020-2021             | CF Valadares Gaia (prêt) | Liga BPI                   | 9           | 5           | -                     | -                     | -                              | -                              | -                              | -        | -        | 9     | 5     |
| Sous-total            | Sous-total               | Sous-total                 | 48          | 20          | 7                     | 8                     | -                              | -                              | -                              | -        | -        | 55    | 28    |
| 2019-2020             | SL Benfica               | Liga BPI                   | 11          | 5           | 7                     | 0                     | -                              | -                              | -                              | -        | -        | 18    | 5     |
| 2020-2021             | SL Benfica               | Liga BPI                   | 11          | 1           | 2                     | 0                     | -                              | -                              | -                              | -        | -        | 13    | 1     |
| 2021-2022             | SL Benfica               | Liga BPI                   | 18          | 0           | 9                     | 1                     | LDC                            | 10                             | 0                              | 6        | 0        | 43    | 1     |
| 2022-2023             | SL Benfica               | Liga BPI                   | 20          | 2           | 12                    | 0                     | LDC                            | 8                              | 1                              | 7        | 0        | 47    | 3     |
| 2023-2024             | SL Benfica               | Liga BPI                   | 20          | 3           | 12                    | 6                     | LDC                            | 11                             | 2                              | 5        | 0        | 48    | 11    |
| 2024-2025             | SL Benfica               | Liga BPI                   | 2           | 0           | -                     | -                     | -                              | -                              | -                              | 4        | 2        | 6     | 2     |
| Sous-total            | Sous-total               | Sous-total                 | 82          | 11          | 42                    | 7                     | -                              | 29                             | 3                              | 22       | 2        | 175   | 23    |
| Total sur la carrière | Total sur la carrière    | Total sur la carrière      | 132         | 33          | 49                    | 15                    | -                              | 29                             | 3                              | 22       | 2        | 232   | 53    |

Statistiques actualisées le 10 janvier 2025

### En sélection nationale
Le 17 juin, Lúcia Alves remplace Mariana Azevedo qui s'est retirée à la suite d'une blessure aux ligaments du genou subie à l'entraînement. Du coup elle rejoind l'équipe nationale portugaise pour l'Euro féminin 2022.
Le 30 mai 2023, elle fait partie des 23 joueuses désignées pour disputer la Coupe du Monde Féminine de la FIFA 2023,.

#### Buts de Lúcia Alves en sélection du Portugal
| Sélections | Date        | Stade                                | Adversaire      | Résultat | Compétition       | Buts |
| ---------- | ----------- | ------------------------------------ | --------------- | -------- | ----------------- | ---- |
| 21         | 31 mai 2024 | Estádio Dr. Magalhães Pessoa, Leiria | Irlande du Nord | 4 – 0    | Qualif. Euro 2025 | 2    |

## Palmarès
Elle est championne du Portugal en 2021, 2022, 2023 et 2024 avec le Benfica Lisbonne.
Elle remporte la Coupe du Portugal en 2024, la Supercoupe du Portugal en 2019, 2022 et 2023 et la Coupe de la ligue portugaise en 2021, 2023 et 2024 et 2024.
Elle est également finaliste de la Coupe de la ligue portugaise en 2022 et de la Supercoupe du Portugal en 2021.